# Banho e tosa

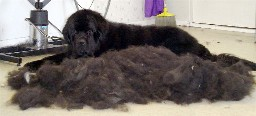
Cão Terranova deitado ao lado de seu subpelo que foi retirado durante o banho e tosa

Banho e tosa (PT-BR) ou banho e tosquia (PT-PT) é a designação dada ao conjunto de cuidados estéticos de um animal doméstico. Dentre estes cuidados são os higiênicos e de assepsia, bem como os vários tratamentos pelos quais a aparência do animal é modificada para atender os desejos do proprietário, as exigências das associações de criadores de raças puras para a participar de suas exposições, ou até mesmo concorrer em outros tipos de competições estéticas, tais como as de creative grooming ou pet tuning. Entre os criadores de raça pura é comum o uso do termo inglês grooming, para designar o conjunto de procedimentos estéticos realizados de acordo com os padrões de raça das associações de criadores e trimming, para especificar as atividades que envolvem corte de pelo.[carece de fontes?]